# Belarussische Leichtathletik-Hallenmeisterschaften 2022
Die Belarussische Leichtathletik-Hallenmeisterschaften 2022 wurden vom 25. bis zum 26. Februar in der Olimpijez Arena in der Großstadt Mahiljou ausgetragen. Die Mehrkampfbewerbe wurden bereits am 9. und 10. Februar in Homel.

## Medaillengewinner

### Männer
| Disziplin          | Gold                    | Leistung       | Silber                  | Leistung        | Bronze                       | Leistung        |
| ------------------ | ----------------------- | -------------- | ----------------------- | --------------- | ---------------------------- | --------------- |
| 60 m               | Maksim Hrabarenka       | 6,75 s PB      | Maksim Bohdan           | 6,79 s          | Juryj Sabalotny              | 6,81 s          |
| 200 m              | Sjarhej Pustabajeu      | 21,55 s PB     | Maksim Hrabarenka       | 21,55 s PB      | Juryj Sabalotny              | 21,79 s PB      |
| 400 m              | Mark Pazej              | 47,47 s PB     | Raman Walodskin         | 47,48 s PB      | Aljaksej Lasarau             | 48,05 s PB      |
| 800 m              | Wjatschaslau Skudny     | 1:50,49 min PB | Sjarhej Karpau          | 1:50,77 min =PB | Dsmitryj Sawin               | 1:50,88 min PB  |
| 1500 m             | Ilja Karnawuchau        | 3:38,76 min    | Sjarhej Platonau        | 3:46,63 min     | Sjarhej Krautschenja         | 3:48,82 min     |
| 3000 m             | Ilja Karnawuchau        | 7:56,23 min PB | Sjarhej Platonau        | 8:05,68 min SB  | Dsmitryj Iwanenka            | 8:06,67 min PB  |
| 60 m Hürden        | Maksim Andralojz        | 7,96 s PB      | Juryj Jaremitsch        | 7,98 s PB       | Wjatschaslau Schdanowitsch   | 8,26 s PB       |
| 3000 m Hindernis   | Wjatschaslau Skudny     | 8:39,42 min    | Dsmitryj Sawin          | 8:48,42 min     | Aljaksandr Schuszik          | 8:56,04 min PB  |
| 5000 m Bahngehen   | Aljaksandr Ljachowitsch | 19:33,91 min   | Pawel Olchowik          | 19:39,62 min PB | Anton Bildsjuha              | 19:44,92 min PB |
| 10.000 m Bahngehen | Dsmitryj Dsjubin        | 41:07,98 min   | Aljaksandr Ljachowitsch | 41:23,19 min    | Pawel Olchowik               | 41:10,99 min    |
| Hochsprung         | Andrej Tschuryla        | 2,15 m         | Jaroslaw Klimow         | 2,10 m =SB      | Mirslau Hajdsel Roman Hralko | 2,05 m          |
| Stabhochsprung     | Dsmitryj Marfuschkin    | 5,00 m =SB     | Uladsislau Dsemidok     | 4,80 m PB       | Witalij Schuk                | 4,80 m          |
| Weitsprung         | Mikita Lapazenka        | 7,81 m         | Uladsislau Bulachau     | 7,70 m SB       | Juryj Jaremitsch             | 7,51 m          |
| Dreisprung         | Maksim Neszjarenka      | 16,17 m        | Mark Maschejka          | 15,78 m PB      | Aljaksandr Dsikun            | 15,48 m         |
| Kugelstoßen        | Dsmitryj Karpuk         | 19,97 m        | Aleh Tamaschewitsch     | 19,60 m SB      | Aljaksej Aljaksandrowitsch   | 17,58 m         |
| Siebenkampf        | Juryj Jaremitsch        | 5901 Punkte    | Witalij Schuk           | 5812 Punkte     | Maksim Andralojz             | 5787 Punkte     |

### Frauen
| Disziplin          | Gold                          | Leistung        | Silber                     | Leistung        | Bronze                     | Leistung        |
| ------------------ | ----------------------------- | --------------- | -------------------------- | --------------- | -------------------------- | --------------- |
| 60 m               | Ruslana Raschkawan            | 7,49 s PB       | Kazjaryna Schywajewa       | 7,50 s PB       | Karyna Kowalkowa           | 7,59 s PB       |
| 200 m              | Janina Luzenka                | 24,50 s SB      | Kazjaryna Charaschkewitsch | 24,65 s SB      | Aljaksandra Chilmanowitsch | 24,82 s PB      |
| 400 m              | Hanna Michajlawa              | 52,66 s SB      | Aljaksandra Chilmanowitsch | 53,96 s PB      | Alina Lutschschawa         | 54,47 s         |
| 800 m              | Tazzjana Schabanawa           | 2:06,62 min PB  | Palina Kiberawa            | 2:06,85 min PB  | Wiktoryja Kuschnir         | 2:07,70 min SB  |
| 1500 m             | Wolha Nemahaj                 | 4:23,89 min SB  | Tazzjana Schabanawa        | 4:24,88 min SB  | Nastassja Palujan          | 4:25,80 min PB  |
| 3000 m             | Wolha Nemahaj                 | 9:19,59 min PB  | Nastassja Palujan          | 9:23,85 min PB  | Nina Sawina                | 9:24,82 min     |
| 60 m Hürden        | Elwira Herman                 | 7,95 s SB       | Swjatlana Parachonka       | 8,07 s          | Ruslana Raschkawan         | 8,24 s          |
| 3000 m Hindernis   | Tazzjana Schabanawa           | 10:19,44 min SB | Inna Nowik                 | 10:25,87 min PB | Alessja Dsitschkouskaja    | 10:30,01 min PB |
| 5000 m Bahngehen   | Hanna Terljukewitsch          | 21:53,21 min    | Nastassja Jazewitsch       | 23:46,24 min    | Nastassja Rodskina         | 24:34,20 min    |
| 10.000 m Bahngehen | Hanna Terljukewitsch          | 45:17,64 min    | Waleryja Komel             | 48:28,95 min PB | Nastassja Rodskina         | 48:40,31 min    |
| Hochsprung         | Maryja Schodsik               | 1,80 m          | Hanna Haradskaja           | 1,75 m          | Aljaksandra Selizkaja      | 1,75 m =PB      |
| Stabhochsprung     | Iryna Schuk                   | 4,55 m          | Kryszina Kanzawenka        | 4,10 m          | Maryja Chmjalnizkaja       | 3,90 m          |
| Weitsprung         | Nastassja Mirontschyk-Iwanowa | 6,58 m          | Aljaksandra Selizkaja      | 6,03 m          | Wolha Anzikjan             | 5,87 m          |
| Dreisprung         | Wijaleta Skwarzowa            | 13,92 m         | Iryna Waskouskaja          | 13,29 m SB      | Nastassja Pasdnjakoua      | 12,80 m         |
| Kugelstoßen        | Alena Trus                    | 16,76 m         | Julija Leanzjuk            | 14,90 m         | Swjatlana Sjarowa          | 14,23 m         |
| Fünfkampf          | Dsijana Rabkowa               | 4169 Punkte     | Scharlota Paehlize         | 4059 Punkte PB  | Aljaksandra Selizkaja      | 3705 Punkte     |